# Vanessa Ferlito
Vanessa Ferlito (28. prosince 1980, Brooklyn, New York, USA) je americká herečka. Nejvíce se proslavila díky rolím v seriálech Kriminálka New York a Graceland. Dále se objevila ve filmech jako Spider-Man 2 (2004), Wall Street: Peníze nikdy nespí (2010) a Jako za starejch časů (2012).

## Životopis
Vanessa je italská Američanka, její rodiče vlastnili vlasový salon, otec zemřel, když jí byly tři roky. Hrála postavu Claudie Salazarové v seriálu 24 hodin, měla roli ve filmu Spider-man 2, ale nejznámější je díky roli Aiden Burnové v seriálu Kriminálka New York. V seriálu přestala hrát, protože se, paradoxně, chtěla vrátit do New Yorku. Po seriálu si zahrála ve filmech Wall Street: Peníze nikdy nespí, Julie a Julia a Madea Goes to Jail. V roce 2012 si zahrála s Al Pacinem ve filmu Jako za starejch časů. V roce 2016 přijala roli FBI agentky do seriálu Námořní vyšetřovací služba: New Orleans.

## Osobní život
Je svobodná matka, její syn Vincent se narodil v září roku 2007.
Je vegetariánka, ochránce práv zvířat, aktivní členka PETA.

## Filmografie

### Film
| Rok  | Název                           | Role              | Poznámky |
| ---- | ------------------------------- | ----------------- | -------- |
| 2002 | On Line                         | Jordan Nash       |          |
| 2002 | 25. hodina                      | Lindsay Jamison   |          |
| 2004 | Spider-Man 2                    | Louise            |          |
| 2004 | The Tollbooth                   | Gina              |          |
| 2005 | Pán Domu                        | Heather           |          |
| 2005 | Stín zabijáka                   | Vicki             |          |
| 2007 | Auto zabiják                    | Arlene            |          |
| 2007 | Descent                         |                   |          |
| 2008 | Prázdniny za všechny prachy     | Roxanna Rodriguez |          |
| 2009 | Madea Goes to Jail              | Donna             |          |
| 2009 | Julie a Julia                   | Cassie            |          |
| 2010 | Wall Street: Peníze nikdy nespí | Audrey            |          |
| 2012 | Jako za starejch časů           | Sylvia            |          |
| 2013 | Duke                            | Cookie            |          |
| 2015 | All Mistakes Buried             | Franki            |          |

### Televize
| Rok       | Název                                   | Role                        | Poznámky                    |
| --------- | --------------------------------------- | --------------------------- | --------------------------- |
| 2001-2004 | Rodina Sopránů                          | Tina                        | 2 díly                      |
| 2002      | Třetí hlídka                            | Val                         | díl:„Blackout“              |
| 2003      | Zákon a pořádek                         | Tina Montoya                | díl:„Star Crossed“          |
| 2003      | Neporažený                              | Lizette Sanchez             | televizní film              |
| 2003–04   | 24 hodin                                | Claudia                     | vedlejší role 11 dílů       |
| 2004      | Kriminálka Miami                        | Aiden Burn                  | díl:„MIA/NYC Nonstop“       |
| 2004–06   | Kriminálka New York                     | Aiden Burn                  | hlavní role, 26 dílů        |
| 2006      | Drift                                   | Georgia Fields              | neprodaný pilot             |
| 2011      | Cooper and Stone                        | Angela Stone                | neprodaný pilot             |
| 2013–15   | Graceland                               | Catherine 'Charlie' DeMarco | hlavní role, 38 dílů        |
| 2016–21   | Námořní vyšetřovací služba: New Orleans | Tammy Gregorio              | hlavní role (3. řada–dosud) |